# Jeff Beal
Jeff Beal (Hayward, Califórnia, 20 de Junho de 1963) é um compositor norte-americano que compõe as bandas sonoras clássicas. Em 2000, Jeff Beal inicia a primeira colaboração com o actor e cineasta Ed Harris no filme: Pollock (Pollock) (2000). 8 anos depois, compõs a parceria Beal/Harris a trilha sonora de Appaloosa (2008). Jeff também é responsável pela trilha sonora da série House of Cards. (2013-2016).[carece de fontes?]